# Marvin Hagler
Marvelous Marvin Hagler (ur. jako Marvin Nathaniel Hagler 23 maja 1954 w Newark, zm. 13 marca 2021 w Milan) – amerykański bokser i aktor filmowy. W latach 1980–1987 był niekwestionowanym mistrzem świata w kategorii wagi średniej. W 1982 zmienił swój pseudonim z „Marvelous” na „Marvelous Marvin Hagler”.
Pokonał 11 przeciwników w walkach o tytuł mistrza świata. W 1992 został wprowadzony do World Boxing Hall of Fame, a w 1993 do Międzynarodowej Galerii Sław Boksu. W latach 80. XX wieku został wybrany wojownikiem dekady przez magazyn „Boxing Illustrated”, a w 1983 i 1985 otrzymał tytuł boksera roku według czasopisma „The Ring” i Boxing Writers Association of America.

## Życiorys

### Wczesne lata
Urodził się w Newark w New Jersey jako najstarsze z sześciorga dzieci Idy Mae Hagler i Roberta Simsa. Jego ojciec opuścił rodzinę, gdy Hagler był młody, i wychowywany był wraz z rodzeństwem przez matkę. W 1967, chcąc uciec od konfliktów etnicznych, które nękały Newark w tym czasie, jego matka przeniosła się z dziećmi do Brockton w Massachusetts. Kiedy Hagler miał 15 lat, zaczął pracować na siłowni bokserskiej w Brockton, gdzie poznał braci Guareno „Goody’ego” i Pata Petronelliego, którzy potem trenowali i zarządzali całą karierą Haglera.

### Kariera
Hagler wygrał 57 walk jako amator. W maju 1973, tydzień po zdobyciu mistrzostwa Amatorskiego Związku Sportowego (AAU) w wadze średniej, stał się zawodowcem. 18 maja 1973 stoczył swoją pierwszą zawodową walkę z Terry Ryanem. Walka zakończyła się zwycięstwem Haglera przez techniczny nokaut w drugiej rundzie pojedynku. 
Po osiemnastu zwycięskich walkach z rzędu, Hagler zremisował w pojedynku z Sugarem Rayem Sealsem. Następne Hagler stoczył osiem kolejnych wygranych walk, po czym 13 stycznia 1976, zmierzył się z Bobby Watsem w pojedynku zakontraktowanym na 10 rund i przegrał ten pojedynek niejednogłośną decyzją sędziów. Kolejny pojedynek został przez Haglera wygrany, ale walka z Willie Monroe 9 marca 1976, zakończyła się drugą w karierze porażką Haglera. „Marvelous” wygrał kolejnych 20 pojedynków z rzędu, po czym 30 listopada 1979, zmierzył się w walce o tytuł mistrza świata WBC i WBA z Vito Antuofermo. Walka zakończyła się remisem. Hagler wygrał trzy kolejne pojedynki, po czym ponownie otrzymał szansę walki o mistrzostwo świata federacji WBC i WBA, tym razem z Alanem Minterem. Pojedynek zakończył się zwycięstwem Haglera przez techniczny nokaut w trzeciej rundzie. W pierwszej obronie tytułu, 17 stycznia 1981 wygrał z niepokonanym do tej pory w trzydziestu walkach, Fulgencio Obelmejiasem. Hagler obronił tytuły WBC i WBA pięć razy, po czym 27 maja 1983 pokonał w pojedynku o pas IBF, Wilforda Scypiona. 10 listopada 1983 obronił trzy tytuły mistrzowskie kategorii średniej, pokonując Roberto Durána. Hagler obronił tytuł jeszcze cztery razy, pokonując Juana Domingo Roldana, Mustafę Hamsho, Thomasa Hearnsa i Johna Mugabiego. 6 kwietnia 1987 Hagler stoczył swoją ostatnią walkę w karierze o pas mistrza świata WBC wagi średniej z Sugarem Rayem Leonardem. Walka zakończyła się zwycięstwem Leonarda, niejednogłośną decyzją sędziów.
Po przegranej z Leonardem, Hagler przeniósł się do Włoch, gdzie stał się znaną gwiazdą filmów akcji dzięki roli Jake’a Irona, sierżanta United States Marine Corps, w przygodowym filmie sensacyjnym Indio (1989) u boku Francesco Quinna i Briana Dennehy, a następnie w sequelu Indio 2 (Indio 2 – La rivolta, 1991) z Dirkiem Galubą i Charlesem Napierem. Pojawił się w reklamach: Pizzy Hut (1987) i dezodorantu koncernu Henkel – Right Guard (1988). Wystąpił jako człowiek dla Kuby w dreszczowcu Noce strachu (Notti di paura, 1991) ze Stefanem Dionisim i Johnem Savage oraz w roli Mike’a w kryminalnej komedii fantastycznonaukowej Wirtualna broń (Potenza virtuale, 1997) u boku Terence’a Hilla. Hagler udzielił również komentarze bokserskie dla brytyjskiej telewizji. Wziął udział w bokserskiej grze wideo Fight Night: Round 3 opracowanej przez Electronic Arts i wydanej 20 lutego 2006.

## Życie prywatne
W latach 1980–1990 był żonaty z Berthą Hagler, z którą miał czworo dzieci: dwie córki – Charelle i Celeste oraz dwóch synów – Jamesa i Marvina Juniora. W maju 2000 poślubił Kay Guarrerę. 

### Śmierć
13 marca 2021 żona Haglera, Kay, ogłosiła, że Hagler zmarł niespodziewanie w swoim domu w New Hampshire. Szczegóły dotyczące jego śmierci nie zostały ujawnione. Miał 66 lat.